# استنلی فیلدز
استنلی فیلدز (انگلیسی: Stanley Fields; ۲۰ مهٔ ۱۸۸۳ – ۲۳ آوریل ۱۹۴۱) یک هنرپیشه اهل ایالات متحده آمریکا بود.

## بخشی از فیلمشناسی
از فیلم‌ها یا برنامه‌های تلویزیونی که وی در آن نقش داشته‌است می‌توان به آثار زیر اشاره کرد.
- خیابان شانس (فیلم ۱۹۳۰) (۱۹۳۰)
- قتل شبه‌عمد (فیلم ۱۹۳۰) (۱۹۳۰)
- به‌طور کامل (فیلم ۱۹۳۰) (۱۹۳۰)
- سزار کوچک (۱۹۳۱)
- مشکل دشوار (۱۹۳۱)
- سیمارون (فیلم ۱۹۳۱) (۱۹۳۱)
- خیابان‌های شهر (۱۹۳۱)
- یک ترور مقدس (۱۹۳۱)

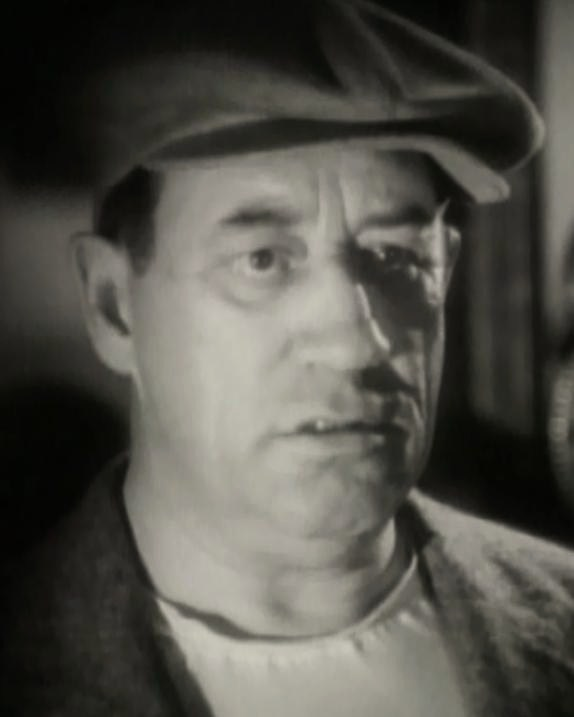

- راه بازگشت به خانه (فیلم ۱۹۳۱) (۱۹۳۱)
- دستری دوباره می‌راند (فیلم ۱۹۳۲) (۱۹۳۲)
- مسیر یک‌طرفه (۱۹۳۲)
- شرلوک هولمز (فیلم ۱۹۳۲) (۱۹۳۲)
- شورش در بونتی (فیلم ۱۹۳۵) (۱۹۳۵)
- در گرداگرد شهر (۱۹۳۷)
- به‌سوی غرب (فیلم ۱۹۳۷) (۱۹۳۷)
- آخرین قطار از مادرید (۱۹۳۷)
- ولز فارگو (فیلم) (۱۹۳۷)
- الجزایر (فیلم) (۱۹۳۸)
- ماجراهای مارکو پولو (فیلم) (۱۹۳۸)
- خواهران (فیلم ۱۹۳۸) (۱۹۳۸)
- ماه نو (فیلم ۱۹۴۰) (۱۹۴۰)
- وایومینگ (فیلم ۱۹۴۰) (۱۹۴۰)